# Чемпионат малых стран Европы по волейболу среди женщин 2023
17-й чемпионат малых стран Европы по волейболу среди женщин (чемпионат Ассоциации малых стран) прошёл с 26 по 28 мая 2023 года в Люксембурге (Люксембург) с участием 6 национальных сборных команд. Чемпионский титул в 3-й раз в своей истории выиграла сборная Исландии.

## Команды-участницы
- Ирландия
- Исландия
- Люксембург
- Мальта
- Северная Ирландия
- Шотландия

## Формула розыгрыша
Турнир состоял из предварительного этапа и плей-офф. На предварительной стадии команды были разделены на две группы, По две лучшие из групп вышли в плей-офф и далее разыграли призовые места.
Первичным критерием при распределении мест в группах является общее количество побед. При равенстве этого показателя в расчёт последовательно берутся количество очков, соотношение партий, мячей, результаты личных встреч. За победы со счётом 3:0 и 3:1 команды получают по 3 очка, за победы 3:2 — по 2 очка, за поражения 2:3 — по 1 очку, за поражения 0:3 и 1:3 очки не начисляются.

## Предварительный этап

### Группа А
| М | Команда    | 1   | 2   | 3   | И | В | П | С/П | О |
| - | ---------- | --- | --- | --- | - | - | - | --- | - |
| 1 | Люксембург |     | 3:0 | 3:0 | 2 | 2 | 0 | 6:0 | 6 |
| 2 | Мальта     | 0:3 |     | 3:2 | 2 | 1 | 1 | 3:5 | 2 |
| 3 | Ирландия   | 0:3 | 2:3 |     | 2 | 0 | 2 | 2:6 | 1 |

26 мая
Люксембург — Мальта 3:0 (25:5, 25:7, 25:23); Люксембург — Ирландия 3:0 (25:13, 25:5, 30:28).
27 мая
Мальта — Ирландия 3:2 (25:23, 24:26, 25:19, 22:25, 15:10).

### Группа В
| М | Команда           | 1   | 2   | 3   | И | В | П | С/П | О |
| - | ----------------- | --- | --- | --- | - | - | - | --- | - |
| 1 | Шотландия         |     | 3:2 | 3:0 | 2 | 2 | 0 | 6:2 | 5 |
| 2 | Исландия          | 2:3 |     | 3:0 | 2 | 1 | 1 | 5:3 | 4 |
| 3 | Северная Ирландия | 0:3 | 0:3 |     | 2 | 0 | 2 | 0:6 | 0 |

26 мая
Исландия — Северная Ирландия 3:0 (25:18, 25:19, 25:15); Шотландия — Исландия 3:2 (27:25, 25:22, 15:25, 10:25, 22:20).
27 мая
Шотландия — Северная Ирландия 3:0 (25:17, 25:17, 25:13).

## Плей-офф

### Матч за 5-е место
28 мая
Ирландия — Северная Ирландия 3:0 (25:20, 27:25, 25:19).

### Полуфинал
27 мая
Шотландия — Мальта 3:1 (25:21, 25:12, 20:25, 25:15).
Исландия — Люксембург 3:2 (23:25, 25:23, 25:23, 13:25, 15:12).

### Матч за 3-е место
28 мая
Люксембург — Мальта 3:0 (25:17, 25:23, 25:22).

### Финал
28 мая
Исландия — Шотландия 3:2 (25:23, 12:25, 25:14, 23:25, 15:12).

## Итоги

### Положение команд
| Исландия             |
| Шотландия            |
| Люксембург           |
| 4. Мальта            |
| 5. Ирландия          |
| 6. Северная Ирландия |

### Призёры
Исландия: Маттильдюр Эйнарсдоуттир, Хеба-Соул Стефансдоуттир, Вальдис-Уннур Эйнарсдоуттир, Сара-Оуск Стефансдоуттир, Тельма-Дёгг Гретарсдоуттир, Тинна-Рут Тораринсдоуттир, Даниэла Гретарсдоуттир, Аудур-Лиф Бенедиксдоуттир, Дирлейф-Ханна Сигмундсдоуттир, Хейддис-Эдда Лудвиксдоуттир, Хелена Эйнарсдоуттир, Кристи-Марин Халльсдоуттир, Линей-Инга Гудмундсдоуттир, Сигрун-Марта Йоунсдоуттир. Главный тренер — Висенте Борха Гонсалес.
  Шотландия: Мхэри Агню, Эллен Рэнклин, Клэр Рэмейдж, Карли Маррей, Рэчел Моррисон, Лора Макриди, Рэвин Джилл, Эмма Уолди, Николь Рэмейдж, Шона Фрэзер, Кэти Барбур, Линси Бантен, Хлоэ Разерфорд. Главный тренер — Дэниэл Трейлор.
  Люксембург: Марен Батиста, Карла Мулли, Синди Шнайдер, Жюли Тесо, Джулия Тарантини, Мари Рихарц, Ноа Райланд, Мари Шаак, Эмма ван Эльсланде, Мартина Фрашетти, Лилли Тарантини, Диана Снопок, Сидни Снелл, Анна Карцель. Главный тренер — Фабио Аюто.

### Индивидуальные призы
| - MVP Тельма-Дёгг Гретарсдоуттир - Лучшие нападающие-доигровщики Карла Мулли Тинна-Рут Тораринсдоуттир - Лучшие центральные блокирующие Мхэри Агню Валдис-Уннур Эйнарсдоуттир | - Лучшая связующая Жюли Тесо - Лучшая диагональная нападающая Тельма-Дёгг Гретарсдоуттир - Лучшая либеро Лора Макриди |